# Pottyondy Edina
Pottyondy Edina (Mosonmagyaróvár, 1988. április 8. –) magyar youtuber, közéleti influenszer, stand-up humorista, politikus, korábban a Momentum elnökségi tagja. A Forbes legbefolyásosabb magyar nőkről összeállított 2024-es listáján a negyedik helyet foglalta el a közélet kategóriában.
Az utóbbi években[mikor?] az Orbán-rendszer bírálatának egyik legismertebb civil hangjaként vált ismertté, rendszeresen foglalkozik társadalmi és politikai kérdésekkel videóiban, különös hangsúllyal a korrupció, a hatalomkoncentráció és a jogállamiság kérdéseire. 2024-ben, a kegyelmi botrányt követően kiemelt szerepet játszott a hősök terei közel 150 ezer fős, úgynevezett "influenszertüntetés" megszervezésében, amely a rendszerrel szembeni civil tiltakozás egyik legnagyobb megmozdulása lett.

## Pályafutása
Az Eötvös Loránd Tudományegyetemen politológiát hallgatott, majd a Budapesti Corvinus Egyetemen politikatudomány szakon végzett. A Novus Művészeti Iskola hallgatójaként 2010-ben kisjátékfilmet rendezett A gyűjtő címmel. Volt biciklis futár Londonban, dolgozott a közigazgatásban Brüsszelben és Magyarországon is.
A Bibó Szakkollégiumban ismerkedett meg Csala Dániellel és Mécs Jánossal. A Momentum Mozgalom NOlimpia! kampányában debütált 2017-ben. A Momentum Mozgalom tagjaként a párt országjárásának szervezője volt, majd 2017 március és augusztusa között a párt elnökség tagja volt lemondásáig, de saját elmondása szerint aktív tagsága nem tartott sokáig, a pártból kilépett. Később a Magyar Nemzetnél egy rövid ideig videósként dolgozott.
Országos ismertségre a saját YouTube csatornájával tett szert, amelyben szatirikus-ironikus politikai, közéleti kommentárokat tesz közzé. A "Kövér László kire veri ki?" című, 2020. május 1-jén feltöltött videójával indult be a humorista karrierje, az ominózus videóról olyan sajtóorgánumok is cikkeztek, mint az Élet és Irodalom. Csatornája egy év alatt több mint 100 000 feliratkozót szerzett. 2021-ben a Dumaszínház stand-upos fellépője lett.
2024 februárjában a Novák Katalin kegyelmezési ügye miatti felháborodás kitörése után több youtuberrel tüntetést szervezett a budapesti Hősök terére. Az egy héttel előtte bejelentett demonstráción végül százötvenezer fő vett részt.

## Magánélete
Budapesten élt Puzsér Róberttel, közös gyermekük 2019-ben született. 2023 nyarán pedig már egyedülálló anyaként fejezte ki szimpátiáját a Budapest Pride felvonulással.